# Howling VI: The Freaks
Aullidos 6 (Howling VI: The Freaks) es una película de terror de 1991, secuela de Aullidos. Fue dirigida por Hope Perello sobre el guion de Kevin Rock y estrenada directamente en el mercado del video. 
Como la mayoría de las películas de la serie Aullidos, se encuentra levemente basada en las novelas originales de Gary Brandner y no adapta directamente ninguna de ellas. 
Contiene algunas similitudes con la novela The Howling III: Echoes en lo relacionado con el freak show y con el tratamiento del personaje del hombre lobo.
La película está protagonizada por Brendan Hughes, Bruce Payne, Michele Matheson, Sean Gregory Sullivan, y Carol Lynley. El actor británico Bruce Payne interpreta al vampiro R.B. Harker, quien captura a un hombre llamado Ian (Brendan Hughes) para forzarle a trabajar en su freak show.

## Argumento
Ian, un joven solitario, vive en la pequeña ciudad de Canton Bluff, donde trabaja haciendo reparaciones en la iglesia. Después de comprobar que es un hombre lobo, R.B. Harker captura a Ian y le fuerza a trabajar en su freak show ambulante. El propio Harker lleva consigo otro monstruoso secreto, revelando que es un vampiro.

## Reparto
- Brendan Hughes como Ian.
- Michele Matheson como Elizabeth.
- Sean Gregory Sullivan como Winston.
- Antonio Fargas como Bellamey.
- Carol Lynley como Miss Eddington.
- Jered Barclay como Dewey.
- Bruce Payne como R.B. Harker (como Bruce Martyn Payne).
- Gary Cervantes como el Sheriff Fuller (como Carlos Cervantes).
- Christopher Morley como Carl/Carlotta.
- Deep Roy como Toones.
- Randy Pelish como Pruitt.
- Ben Kronen como Hank.
- John A. Neris como Earl Bartlett.
- Al White como Carny Worker.
- Jeremy West como Lester.

## Distribución
Artisan Home Entertainment y Timeless Media Group realizó un lanzamiento conjunto en DVD de la película con Howling V: The Rebirth. 

## Recibimiento
Leonard Maltin escribe en su libro 2002 Movie & Video Guide que Howling VI está inteligentemente escrita en comparación con el resto de la serie Aullidos, aunque resulta pretenciosa, con un tono a lo Ray Bradbury. Otros comentaristas apreciaron que el personaje de H.B. Harker (Bruce Payne), aristocrático, interpretado con sutileza, resulta lo más visible de la película.

## La serie Aullidos

### Novelas
- The Howling (1977)
- The Howling II (1979)
- The Howling III: Echoes

### Películas
- Aullidos (The Howling), de Joe Dante (1981)
- Aullidos 2: Stirba, la mujer lobo (Howling II: Your Sister Is a Werewolf), de Philippe Mora (1985)
- Aullidos 3 (Howling III: The Marsupials), de Philippe Mora (1987)
- Aullidos IV: Aldea maldita (Howling IV: The Original Nightmare), de John Hough (1988)
- Aullidos 5: El regreso (Howling V: The Rebirth), de Neal Sundstrom (1989)[3]
- Aullidos 6 (Howling VI: The Freaks), de Hope Perello (1991)[4]
- Howling: New Moon Rising (Howling: New Moon Rising), de Clive Turner (1995)[5]
- The Howling: Reborn (The Howling: Reborn), de Joe Nimziki (2011)[6]